# Pàvel Bajov
Pàvel Petróvitx Bajov, rus: Павел Петрович Бажов (Sissert, 27 de gener de 1879 - Moscou, 3 de desembre de 1950) fou un destacat escriptor rus. Era avi de Iegor Gaidar, Primer Ministre de la Federació Russa el 1992.

## Biografia
Va néixer en una família de treballadors a Sissert, als Urals. El 1899 va entrar a un seminari, i més tard va ser professor a Iekaterinburg. Durant la Guerra Civil Russa de 1918-1922 va lluitar amb l'Exèrcit Roig. Va ser cronista durant la Revolució Russa i va escriure assaigs sobre els Urals com ara Successos dels Urals (1924) i l'autobiogràfic Un cavall verd (1929), però el que li va donar fama van ser els seus reculls de relats, sobretot El taüt de malaquita: contes dels Urals (1939), en el qual interpreta brillantment la llengua parlada popular dels Urals. Aquesta obra es basa en contes folklòrics i contes de fades sobre la vida de cercadors d'or i obrers en fàbriques dels Urals en els segles XVIII i xix. El seu relat La flor de pedra va ser adaptat al cinema el 1946 i va inspirar un ballet de Serguei Prokófiev el 1950.
Bajov va ser guardonat el 1943 amb el Premi Stalin per El taüt de malaquita: contes dels Urals. El 1999 va ser instaurat a Rússia el "Premi Bajov" (un premi literari).

## Adaptacions cinematogràfiques
- Totes les pel·lícules basades en les seves obres